# Monêtier-les-Bains (tổng)
Tổng Monêtier-les-Bains là một tổng của Pháp nằm ở tỉnh Hautes-Alpes trong vùng Provence-Alpes-Côte d'Azur.

## Địa lý
Tổng này được tổ chức xung quanh Monêtier-les-Bains thuộc quận Briançon. Độ cao thay đổi từ 1 274 m (Saint-Chaffrey) đến 3 669 m (Montagne des Agneaux) với độ cao trung bình 1 452 m.

## Hành chính
| Giai đoạn | Ủy viên        | Đảng | Tư cách |
| --------- | -------------- | ---- | ------- |
|           | Alain Fardella | DVG  |         |

## Các đơn vị cấp dưới
Le canton du Monêtier-les-Bains gồm 3 xã với dân số là 3 554 người (điều tra năm 1999, dân số không tính trùng)
| Xã                    | Dân số | Mã bưu chính | Mã insee |
| --------------------- | ------ | ------------ | -------- |
| Le Monêtier-les-Bains | 1 009  | 05220        | 05079    |
| Saint-Chaffrey        | 1 569  | 05330        | 05133    |
| La Salle les Alpes    | 976    | 05240        | 05161    |

## Biến động dân số
| 1962                                                     | 1968  | 1975  | 1982  | 1990  | 1999  |
| -------------------------------------------------------- | ----- | ----- | ----- | ----- | ----- |
| 2 081                                                    | 2 338 | 2 570 | 3 266 | 3 392 | 3 554 |
| Nombre retenu à partir de 1962 : dân số không tính trùng |       |       |       |       |       |